# Ansji Makhatjkala
Futbolnij klub Anži (russisk: Футбольный клуб «Анжи» Махачкала, tr. Futbolnyj klub «Anzji» Makhatjkala) er en fodboldklub fra Rusland. Den har base i byen Makhatjkala, hovedstaden i republikken Dagestan. Klubben blev etableret i 1991.
I perioden 1992-1996 spillede klubben i den russiske 2. division (tredje niveau). I årene 1997-1999 spillede Anzhi i den russisk 1. division, og vandt rækken i 1999 og rykkede for første gang op i den bedste række, hvor de spillede i to sæsoner.
Fra 2010 har Anzhi spillede i den bedste russisk række.
Klubben deltog i 2001/02 i UEFA Cuppen, pga. uroligheder i naboprovinsen Tjetjenien, besluttede UEFA at der kun skulle spilles en kamp, på neutral grund. Kampen mod Glasgow Rangers, blev spillet i Warszawa og Rangers vandt 1-0.
Klubben blev i januar 2011 købt af rigmanden Suleyman Kerimov. Siden har klubben oprustet med flere store indkøb af spillere. Blandt dem var rekordindkøbet at den camerounske angriber Samuel Eto'o for næsten 250 millioner kroner og 150 millioner i års løn hvilket gør ham til verdens højst lønnede spiller. De har også købt Jurij Zjirkov fra Chelsea for ca. 85 millioner kroner. Den ældste spiller de har købt er Roberto Carlos han var 37 år da han den 16. februar 2011 blev han købt for ca. 70 millioner kroner. Roberto Carlos stoppede som aktiv i januar 2012, men er nu en del af trænerstaben.
FC Anzhi træner i en forstad til Moskva og rejser ca. 2000 km 15 gange i sæsonen til Makhachkala for at spille hjemmekampe. 